# Konary (Rawicz)
Pour les articles homonymes, voir Konary.
Konary (prononciation : [kɔˈnarɨ]) est un village polonais de la gmina de Miejska Górka dans le powiat de Rawicz de la voïvodie de Grande-Pologne dans le centre-ouest de la Pologne.
Il se situe à environ 7 kilomètres à l'est de Miejska Górka (siège de la gmina), à 15 kilomètres au nord-est de Rawicz (siège du powiat) et à 82 kilomètres au sud de Poznań (chef-lieu de la voïvodie).
Le village possède une population de 1 188 habitants en 2017.

## Histoire
De 1975 à 1998, le village faisait partie du territoire de la voïvodie de Leszno.
Depuis 1999, Konary est situé dans la voïvodie de Grande-Pologne.